# Topobates tanzanicus
Topobates tanzanicus är en kvalsterart som beskrevs av Sandór Mahunka 1993. Topobates tanzanicus ingår i släktet Topobates och familjen Scheloribatidae. Inga underarter finns listade i Catalogue of Life.